# マーズ・エクスカーション・モジュール

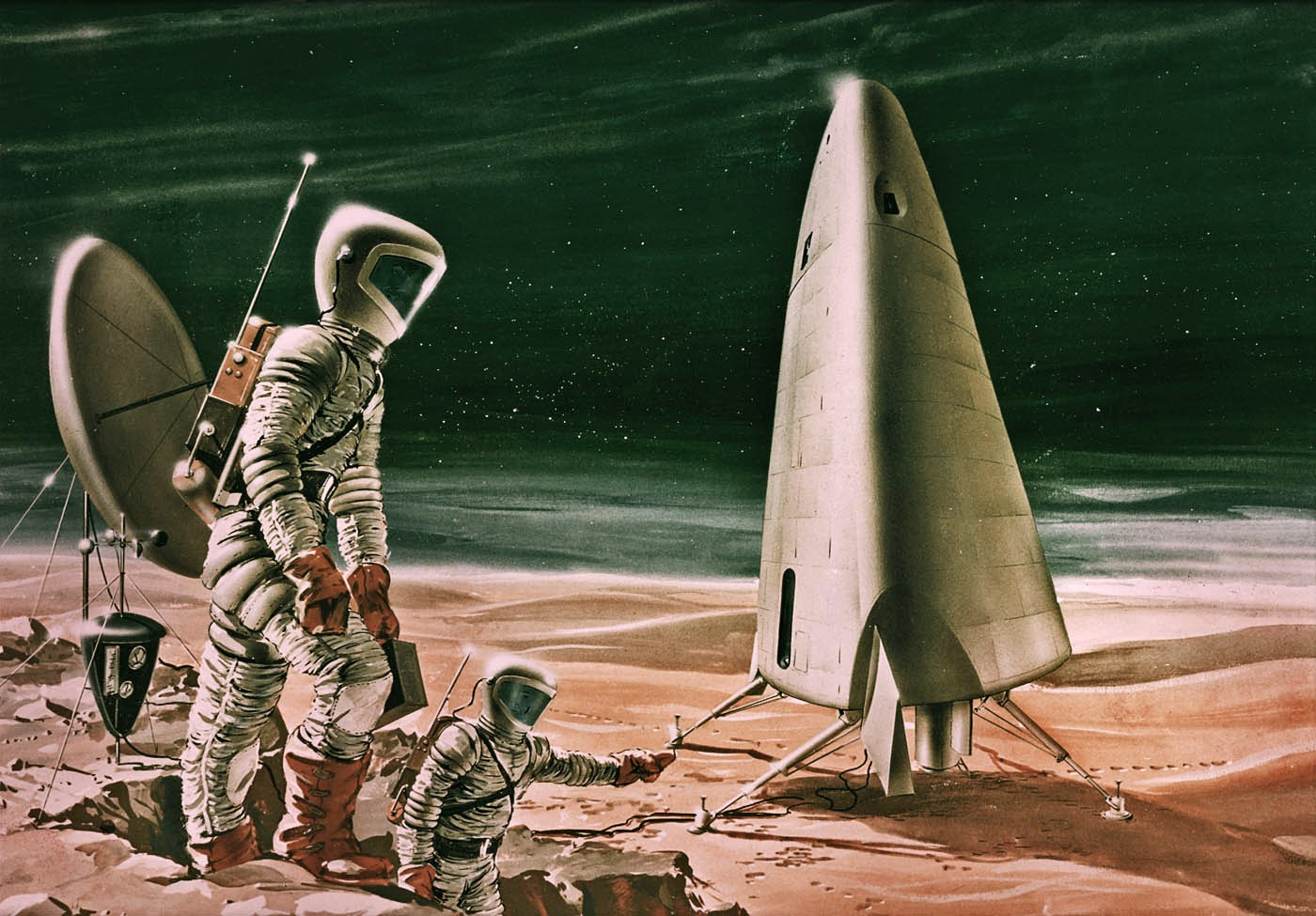
1964年のNASAの研究で提案されたマーズ・エクスカーション・モジュール（MEM）のアーティストの概念。

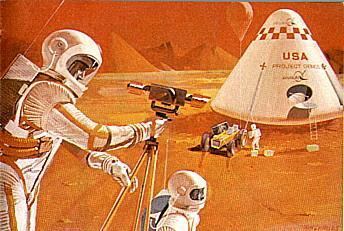
遠征スタイルの有人ミッションは地上で行うが、時間は限られている。火星表面のプロジェクトダイモスMEM

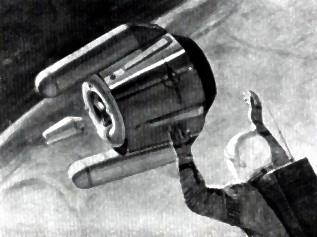
MEM上昇ステージとROMBUS宇宙船ドックインスペース（プロジェクトダイモス）

マーズ・エクスカーション・モジュール（英語: Mars Excursion Module（MEM））（MEM）は、火星への有人火星ミッションで使用するために1960年代にNASAによって提案された宇宙船。これは火星着陸船のための企業や宇宙飛行センターによるいくつもの研究に言及することができる。ただし、主にMEMは、有人火星着陸船、短期滞在の表面生息地、および火星上昇段階の組み合わせを指す。MEMのバリエーションには、無人火星の水上貨物輸送などの宇宙船の設計が含まれ、通信センター、生息地、実験室を組み合わせたMEM着陸船があった。
MEMは、1960年代にNASAの有人宇宙船センターで研究された火星軌道ランデブー（MOR）およびフライバイ・ランデブー・ミッション・プロファイルの一部を形成した。マーズ・エクスカーション・モジュールは、火星着陸船、短期滞在の表面生息地、および上昇車両の組み合わせで、上昇段階でランデブーが行われた。MEMの1つの設計は、フライバイ・ランデブー・ミッション・プロファイルで火星表面に40日間滞在するか、MORプロファイルで10〜40日間滞在するために使用される。火星の表面へのローバーのように、貨物を配達するための降下専用の無人MEMもあった。別のMEM貨物着陸船の変形は、地上操作をサポートするために原子炉を提供し、1つの着陸専用MEMユニットに通信、居住区、実験室を備えた別の変形がありました。
1960年代初頭、NASAはPhilco Corporationと契約を結び、1970年代初頭の火星ミッション用の火星エクスカーションモジュールを設計した。基本的な要件は、2人の乗組員、1米トンの科学ハードウェア、および火星での40日間の地上運用をサポートすることであった。この時期のもう1つのMEMは、エイムズが契約したTRW MEMでした。これは、重量が11.4メートルトンであるが、地球の10％を占める火星の大気用に設計されたものである。 TRW MEMは、表面上で10日間をサポートする。
1964年、 Philco Aeronutronicは、約30フィート (9.1 m)リフティングボディMEMを提案しました。長さ33フィート (10 m)尾が広く、3人の宇宙飛行士を乗せます。船体は、コロンビウムとニッケル合金で構成されていたでしょう。 MEMの降下ステージは、アポロ月着陸船と同様に、上昇ステージのリフトオフの発射台として機能する。
火星エクスカーションモジュールは、1969年のスペースタスクグループレポートで可能性として議論され、1981年度の火星ミッションでは1974年度、1986年のミッションでは1978年度に開発決定が必要であった。
ミッション計画の分水嶺の瞬間は、マリナー4号が火星に関するより正確な大気データを返した1965年7月であった。これにより、マリナー4号によって明らかにされたよりも厚い火星大気の推定に基づいて検討されていたリフティングボディとグライダーの設計の多くが除外されました。
- PhilcoAeronutronic火星エクスカーションモジュール;これにはリフティングボディがあり、新しいデータが届いたときに再評価する必要があった[4]。
- エームズ-TRWMEM [6]
- プロジェクトデイモスMEM [1]
- マリナー4号のデータの後、ウッドコックによるマーシャル宇宙飛行センターMEMは、よりアポロのような「ガムドロップ」スタイルのデザインを持っていた[4]。

NASAマーシャル宇宙飛行センターのゴードンウッドコックは、より薄い火星大気（地球の0.5％）に基づいて作業し、MEMの設計を開発しました。また、モラブと呼ばれる加圧された乗組員の火星ローバーを提供する純粋な着陸船の変形も開発した。